# ايوانيس متاكساس
ايوانيس متاكساس (باليونانية: Ιωάννης Μεταξάς)‏ (12 أبريل 1871-29 يناير 1941) ضابط وعسكري وسياسي يوناني، خدم كرئيس وزراء يونان من عام 1936 حتى موته في عام 1941. حكم دستوريا للأشهر الأربع الأولى من توليه منصبه، وبعد ذلك سيطر على السلطة وكان يوصف بالرجل القوي للنظام الاستبدادي الرابع من أغسطس (أو نظام متاكساس). في 28 أكتوبر 1940، رفض الإنذار الذي فرضه الإيطاليون لتسليم اليونان إلى المحور، وبالتالي ادخل اليونان في الحرب العالمية الثانية.

## روابط خارجية
- ايوانيس متاكساس على موقع IMDb (الإنجليزية)
- ايوانيس متاكساس على موقع الموسوعة البريطانية (الإنجليزية)